# Pedro Sarmiento de Gamboa
Pedro Sarmiento de Gamboa (¿Alcalá de Henares?, Corona de España, e/ 1530 y 1532 - océano Atlántico de la costa de Lisboa, Reino de Portugal de la Monarquía Hispánica, 17 de julio de 1592) era un marino, cosmógrafo, matemático, escritor, soldado, historiador, filólogo, astrónomo, científico, humanista, explorador y conquistador español del siglo XVI, que fuera nombrado por el rey Felipe II como gobernador y capitán general de las Tierras del Estrecho de Magallanes a finales de 1580.
En el año 1584 fundó las primeras poblaciones de su incipiente gobernación —las ciudades del Nombre de Jesús y del Rey Felipe—, como parte del intento de colonización del estrecho de Magallanes, pero sus habitantes irían pereciendo de hambre por la escasez de alimentos y las condiciones climáticas extremas. El último sobreviviente de este último poblado, que internacionalmente había sido rebautizado como Puerto del Hambre, fue rescatado a principios de 1590 por la nave inglesa The Delight.

## Biografía

### Origen familiar y primeros años
Su lugar de nacimiento es incierto, aunque en uno de los juicios que le siguió la Inquisición en Perú declaró haber nacido en Alcalá de Henares hacia 1532. Otros biógrafos sostienen que fue Pontevedra, Galicia, de donde era su familia paterna. Tampoco se sabe con certeza el año de su nacimiento, pero se supone que fue entre 1530 y 1532.
Siendo hijo de Bartolomé Sarmiento, natural de Pontevedra, y de María de Gamboa, natural de Bilbao, algunos historiadores creen que esta declaración de haber nacido en Alcalá de Henares pudo ocurrir durante un viaje circunstancial de sus padres, pues Sarmiento vivió su niñez y juventud en Pontevedra.
Hasta los dieciocho años vivió en la casa paterna, en la pintoresca ría gallega, edad a la que ingresó al servicio militar. Entre 1550 y 1555 estuvo en el ejército al servicio del emperador Carlos I de España. En 1555 cruzó el océano Atlántico y llegó a México, donde vivió durante dos años. Poco se sabe de su vida durante este período, excepto que tuvo problemas con la Inquisición. El proceso surgió a raíz de una parodia de Auto de Fe, organizada por Sarmiento en favor de los sobrinos del Obispo de Tlaxcala; de resultas del mismo fue sentenciado a azotes en la plaza de Puebla y, probablemente, al destierro. De ahí pasó a Perú donde vivió durante más de veinte años.

### Viaje al Virreinato del Perú
En 1557 llegó a Perú. Se desconocen sus actividades durante los primeros años, pero dadas sus aficiones seguramente los dedicó a completar su formación marinera estudiando cosmografía, geografía y náutica, convirtiéndose en notable soldado, experto marino, reputado geógrafo y aventajado perito en astronomía.
En dos oportunidades tuvo que enfrentar a los tribunales de la Inquisición en Lima por sospechas de hechicería. A fines de 1564 gozaba de la reputación de astrólogo, cuando el arzobispo, como inquisidor ordinario, le inició causa de fe, encarcelándolo.

«Había sido delatado como nigromántico, apareciendo testimonios de que poseía y sabía hacer tinta simpática y anillos de oro con letras ó signos cabalísticos, cuyo objeto no era precisamente el descubrimiento de la piedra filosofal, sino el de ser bien quisto de las damas. Halláronle libros y cuadernos manuscritos en pergamino en que se explicaban las propiedades de las piedras, amén del códice especial consagrado á la fábrica de las tumbagas. Al declarar dijo...  que hacía unos siete años que llegó al Perú "á buscar como ser aprovechado".»

El 8 de mayo de 1565 fue condenado, entre otras penas, al destierro, pero, tras abjurar Sarmiento, el arzobispo le conmutó las penas de destierro y de reclusión dándole la ciudad por cárcel y licencia para ausentarse al Cuzco por todo el año 1567. De esta manera, Sarmiento pudo integrarse a la expedición al océano Pacífico, descubridora de las islas Salomón.

### Descubrimiento de las islas Salomón y Vanuatu

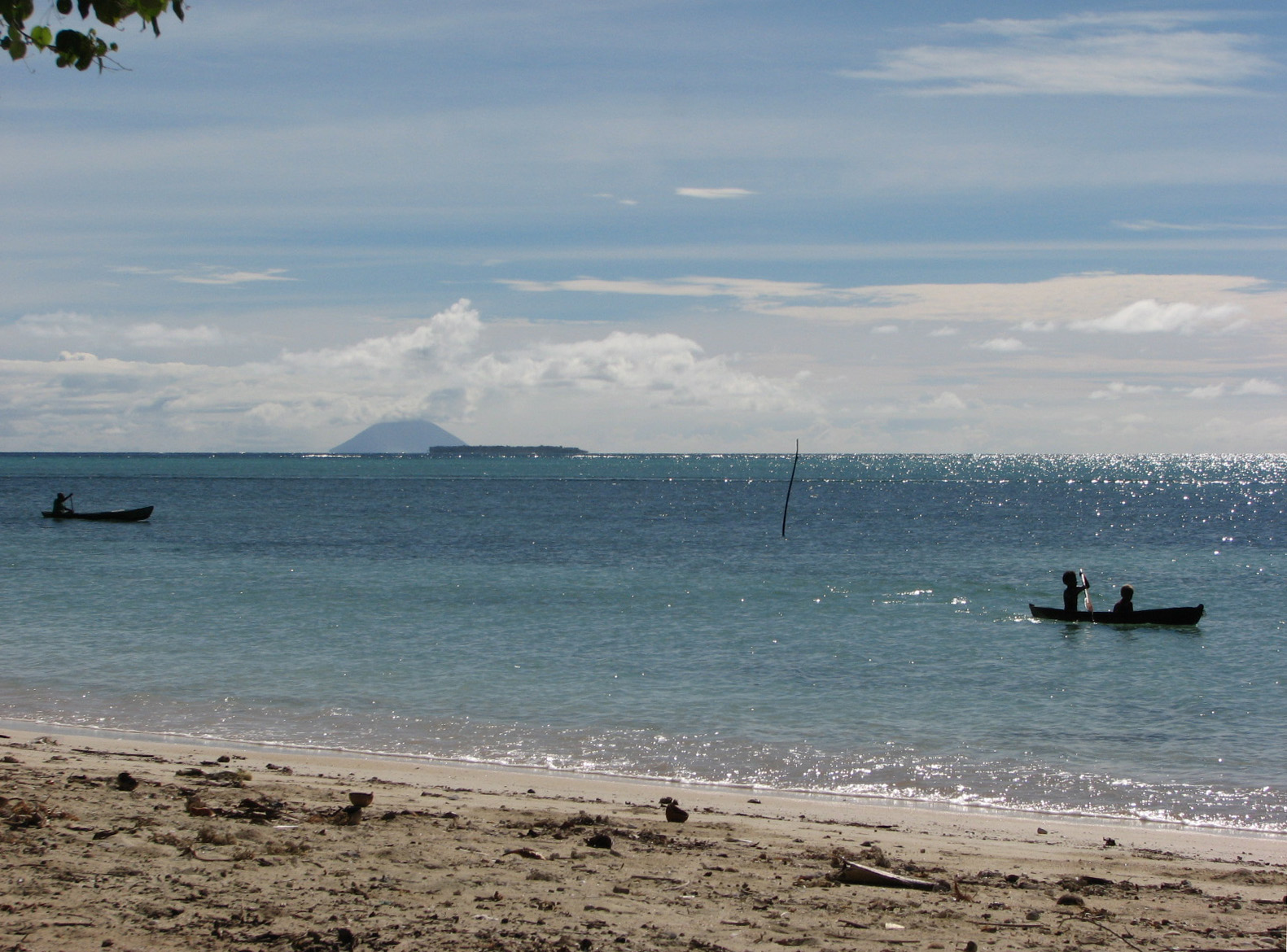
La expedición de Sarmiento de Gamboa fue la primera en alcanzar las Islas Salomón. La mala gestión del viaje impidió asentarse en las islas y también fue una decisión equivocada lo que les impidió alcanzar Australia.

En 1567 en Lima, los españoles comentaban la leyenda propalada por los incas de que hacia el oeste se encontraban islas llenas de oro. El presidente de la Real Audiencia de Lima, Lope García de Castro, ejercía como gobernador general del Virreinato del Perú, ya que el cargo de virrey se encontraba vacante. Ante él, Sarmiento de Gamboa y otros comerciantes capitalistas se ofrecieron para descubrir dichas islas. García de Castro decidió armar una expedición que fuera en la búsqueda de estos territorios, ocuparlos y poblarlos. Encargó la dirección de la expedición a su sobrino de veintidós años, Álvaro de Mendaña, y a Sarmiento de Gamboa lo nombró capitán de una de las naves y cosmógrafo de la expedición, y a Pedro de Ortega capitán de la otra.
La expedición compuesta de dos naves con unos 160 hombres zarpó de El Callao el 20 de noviembre de 1567 pero, en lugar de seguir la derrota trazada por Sarmiento, Mendaña la modificó según recomendación del piloto mayor, Hernán Gallego, lo que tuvo como consecuencia que recalaran y descubrieran las islas Salomón en lugar de Australia.
El 7 de febrero de 1568 la expedición llegó a la primera de las islas del archipiélago la que fue bautizada con el nombre de Isla de Santa Isabel. Durante un año exploraron la infinidad de islas del archipiélago en busca de oro. Entraron en contacto con los indígenas que las habitaban, pero Mendaña estaba más interesado en volver a Lima que cumplir el mandato oficial de poblar las tierras descubiertas, para cuyo fin se llevaban armas, ropas, semillas, maderas. La expedición regresó a Perú sin haber cumplido el mandato de poblarlas. Recalaron en el Callao el 22 de julio de 1569.
Sarmiento y Mendaña entraron en públicas recriminaciones sobre la dirección de la expedición y sus nulos resultados por lo que el nuevo virrey, Francisco Álvarez de Toledo, los llevó ante la Audiencia de Lima para que expusieran sus puntos de vista. En estos alegatos Sarmiento impresionó al virrey por la claridad de sus argumentaciones, siendo absuelto de todo cargo.

### Cosmógrafo general del Perú
En 1570 el virrey Francisco Álvarez de Toledo, dedicado a institucionalizar el gran virreinato y someterlo definitivamente a la soberanía de los monarcas de Castilla, quiso probar que los incas reinantes en Perú a la llegada de los españoles eran extranjeros, que por la fuerza habían sometido a los naturales del país estableciendo un gobierno tiránico, por lo tanto, España lícitamente había llegado para terminar con tal estado de opresión estableciendo otro régimen destinado a civilizar y convertir a los indígenas a la verdadera religión.
Francisco de Toledo, organizó un recorrido por todos sus territorios en el que invirtió cinco años (1570-1575). La finalidad del viaje fue efectuar un balance de los recursos económicos y humanos; un gran trabajo en el que le acompañaron diversos asesores, entre ellos Sarmiento de Gamboa, al que había nombrado cosmógrafo general de los reinos del Perú, quien se dedicó sobre todo a asuntos militares e históricos. Sarmiento viajó por los poblados entrevistándose con ancianos indígenas de reconocida autoridad y sabiduría, y conversó con españoles supervivientes de las primeras conquistas.
Fruto de este trabajo fue su Historia Índica (o Historia de los Incas, 1572), una de las obras mejor documentadas de cuantas se escribieron sobre los Incas y la antigua historia del Perú.
Esta obra se enmarcaba dentro de un ambicioso proyecto de Historia General del Perú encargado por el propio virrey y que debía ir precedido de una descripción geográfica y continuado por una tercera parte dedicada al descubrimiento y conquista por los españoles hasta el momento.
El trabajo le sirvió al virrey para centralizar los aspectos esenciales de la administración general del país y establecer las bases de lo que sería el sistema virreinal en el Perú.

### Expedición contra Francis Drake

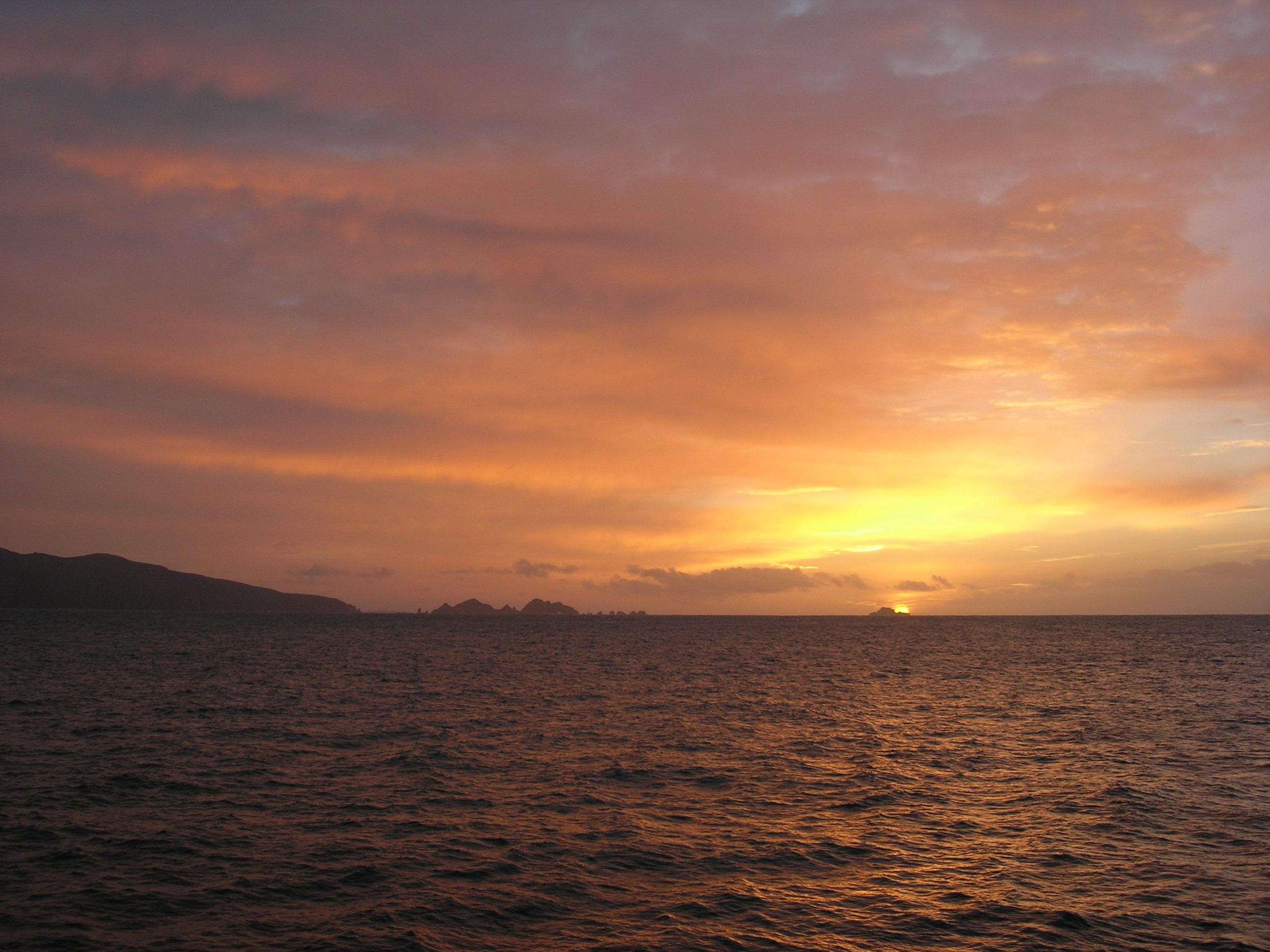
Amanecer en el Cabo de Hornos donde Sarmiento de Gamboa buscó a Francis Drake

En 1577 la reina Isabel I de Inglaterra encargó al marino inglés Francis Drake, al que le otorgó patente de corso, la organización de una expedición contra los intereses españoles en la costa americana del Pacífico. Drake zarpó del puerto de Plymouth el 13 de diciembre de 1577 a bordo del Pelican, con otras 4 naves y 164 hombres.
A finales de agosto de 1578 Drake recaló en el estrecho de Magallanes tras haber perdido todos sus barcos, excepto el Pelican y varios hombres en distintos enfrentamientos con los indios patagones. En la ruta rebautizó su barco como Golden Hind. A su paso por las costas de Chile y Perú atacó numerosos navíos españoles y los puertos de Valparaíso, Coquimbo, Arica y Callao.
Los ataques de Francis Drake a las costas americanas del Pacífico causaron muchos daños a los españoles por lo que el virrey del Perú, Francisco Álvarez de Toledo, equipó dos naves que puso bajo el mando de Pedro Sarmiento de Gamboa y las envió a perseguir y capturar al corsario inglés pero este ya había abandonado la zona. Los españoles no lograron alcanzarlo y regresaron al Callao.

### Exploración de los canales patagónicos y del estrecho de Magallanes
En 1579, al regreso de Sarmiento de Gamboa, el virrey le ordenó alistar dos naves para que explorara el estrecho de Magallanes en búsqueda de lugares adecuados para asentar población y fuertes con artillería para cerrar esa ruta a los enemigos de España.
Las instrucciones del virrey, que Sarmiento juró cumplir, fueron explorar detenidamente los canales de la Patagonia y el estrecho de Magallanes. Levantar cartas geográficas de los lugares que reconociesen. Averiguar si los ingleses habían establecido asentamientos en alguna parte y estudiar los lugares en que se podrían establecer fuertes. Prudencia con los habitantes que encontrara excepto con Francis Drake, al que debería presentarle combate y prenderlo vivo o muerto si se topaba con él.

### Nombramiento regio y viaje a la América española
El rey Felipe II de España aprobó el proyecto de establecer un fuerte en el estrecho de Magallanes con el propósito de asegurar el control y dominio de ese paso estratégico del Virreinato del Perú, encargándole al Consejo de Indias planificar la expedición para poblarlo y fortificarlo.
España armó una expedición compuesta por aproximadamente 2500 hombres, los que embarcó en 23 naves las que puso bajo el mando de Diego Flores de Valdés. El rey nombró a Sarmiento gobernador y capitán general del Estrecho. En la expedición también se embarcó Alonso de Sotomayor, designado gobernador de Chile, y su tropa.
La expedición zarpó de Sanlúcar de Barrameda el 25 de septiembre de 1581 pero un temporal a los pocos días le hundió cuatro naves por lo que el 9 de octubre regresó al puerto de Cádiz para reparar otras. El 9 de diciembre de 1581 volvió a hacerse a la mar con 16 navíos rumbo a Río de Janeiro. En la ruta pararon en una de las islas de Cabo Verde en la que permanecieron hasta el 2 de febrero de 1582. Allí, la expedición sufrió bajas por muertes y deserciones. Arribó a Río de Janeiro el 25 de marzo del mismo año y se detuvo allí seis meses en espera de mejores condiciones de tiempo; nuevamente perdió gente por fallecimientos y fugas.
El 2 de noviembre de 1582 zarparon hacia el Río de la Plata. En Buenos Aires el gobernador Sotomayor desembarcó su tropa pues había decidido continuar a Chile por tierra. Diego Flores de Valdés, con cinco naves, llegó el 17 de febrero de 1583 hasta la entrada del Estrecho, pero el mal tiempo le impidió ingresar en él por lo que regresó a Río de Janeiro y luego continuó a España.
Sarmiento se quedó en Río de Janeiro, asumiendo el mando de las naves con las que intentaría un nuevo viaje al Estrecho. Una vez reorganizados, el 2 de diciembre de 1583, zarpó con cinco naves y 538 expedicionarios. El 1.º de febrero de 1584 logró entrar al estrecho llegando hasta la Segunda Angostura pero luego fueron empujados por la corriente y el viento hasta el cabo Vírgenes.

### Toma de posesión del territorio
En dicho cabo, Sarmiento desembarcó el 4 de febrero de 1584 y procedió a tomar posesión de esas tierras en nombre de España, habían transcurrido más de dos años y medio desde su zarpe de España. El 11 de febrero de 1584 Sarmiento procedió a fundar la Ciudad del Nombre de Jesús, la primera y más austral ciudad del mundo en esa época, a tres kilómetros de lo que hoy es el cabo Vírgenes, en el actual territorio de Argentina. El mal tiempo obligó a cuatro de las naves a dejar su fondeadero y regresar al Atlántico y luego a España quedando Sarmiento solo con la Santa María de Castro para el servicio de los 338 pobladores de la ciudad.
Sarmiento se dio cuenta de que el lugar no podría albergar tantas personas por lo que decidió fundar otra ciudad que alojaría a la mitad del total de los pobladores. Envió la Santa María de Castro con 50 pobladores hacia el lugar en que él había estado en 1580, punta Santa Ana, y él con otros cien hizo el camino por tierra. El 25 de marzo procedió a fundar en punta Santa Ana la ciudad Rey Don Felipe, cercana a la actual Punta Arenas, hoy Chile. El 24 de mayo zarpó hacia Nombre de Jesús y luego de un tiempo decidió regresar a España en búsqueda de víveres para sus poblados. El 29 de junio arribó al puerto de Santos donde las autoridades le proporcionaron víveres y elementos para sus colonias.
Zarpó hacia el Estrecho pero a la altura de Bahía un temporal destruyó la Santa María de Castro que se hundió con toda su carga. Sarmiento y algunos tripulantes se salvaron logrando llegar a la costa. El 3 de octubre logró regresar a Bahía cuyo gobernador lo ayudó una vez más regalándole una embarcación pequeña de 60 toneles en la que volvió a cargar víveres para sus dos poblaciones y el 13 de enero de 1585 zarpó nuevamente en dirección al estrecho de Magallanes. Otra vez una tempestad le hizo arrojar al mar toda la carga para poder salvar la embarcación y regresar a Bahía, puerto en que sus tripulantes se negaron a continuar embarcados.

### Viaje a Europa y extinción de su gobernación

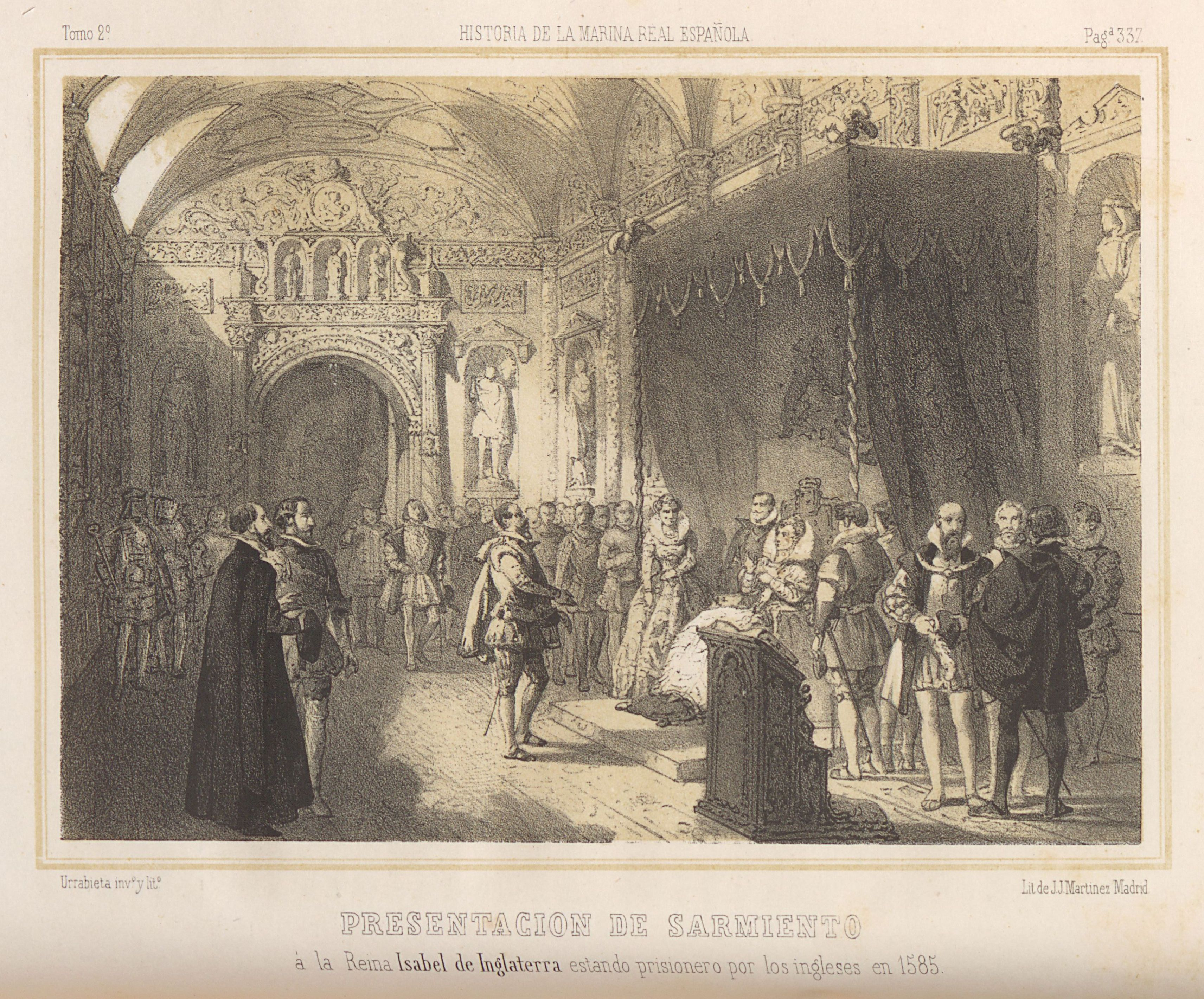
Presentación de Sarmiento a la reina Isabel I de Inglaterra estando prisionero de los ingleses en 1585. Litografía de Vicente Urrabieta en Historia de la Marina Real Española (1849-1854).

El 22 de junio de 1586 emprendió el regreso a España en una nave mercante pero en el viaje la nave fue atacada por tres buques ingleses de la flota de Walter Raleigh. Hecho prisionero fue conducido ante la reina Isabel I de Inglaterra quien, luego de interrogarlo, lo dejó en libertad encomendándole una misión que transmitir al rey de España.
El 30 de octubre de 1586 Sarmiento inició el retorno a España, por lo que tuvo que pasar por París y cuando llegó a la frontera con su patria, el 9 de diciembre del mismo año, fue capturado por los hugonotes quienes lo encerraron en la prisión de Mont-de-Marsan y pidieron un elevado rescate por su libertad. Inicialmente Felipe II se negó a pagar rescate por él, y mientras tanto, los habitantes de sus establecimientos del estrecho se iban muriendo de hambre por falta de víveres y la rigurosidad climática.
El 10 de enero de 1587 fondeó en la bahía San Blas el corsario inglés Thomas Cavendish, y en febrero pasó por la Ciudad del Rey Felipe en donde halló solo quince hombres y tres mujeres sobrevivientes de los trescientos pobladores que había dejado Sarmiento de Gamboa, y en cuanto a la ciudad la encontró muy bien planeada y asentada en el mejor lugar del estrecho por la facilidad de la leña y el agua, que aprovechó para reabastecerse, y de los cuatro fortines existentes hizo desenterrar las piezas de artillería que también se las llevó, además de uno de los supervivientes, y como había tantos cadáveres sin enterrar la rebautizó como Port Famine.
Finalmente, en diciembre de 1589, el monarca español firmó una real cédula en la que ordenó el pago del rescate, y así el fiel vasallo Sarmiento de Gamboa pudo regresar a su patria después de estar casi diez años fuera de ella.
El último sobreviviente del poblado del estrecho internacionalmente rebautizado como Puerto del Hambre, fue rescatado a principios de enero de 1590 por la nave inglesa The Delight, comandada por Andrew Merrick. El fracaso de esta expedición al Cono Sur habría que buscarlo en la inexperiencia y falta de capacidad como organizador de Flores de Valdés, pero más que nada en la carencia de un apoyo naval eficiente y en la inclemencia del mar y del clima austral.

### Almirante de la flota de Indias
A su llegada a España, Sarmiento continuó pidiendo socorros para la gente del Estrecho, pero Felipe II ya había decidido desentenderse de ese problema. Como una forma de compensar los servicios y desvelos con la Corona en 1591 le nombró almirante de una de las Armadas encargadas de proteger las naves de la flota de Indias.
El 17 de julio de 1592, falleció mientras dirigía una flota cerca de la capital portuguesa. Sus restos se sepultaron en un ignoto sitio de Lisboa.

## Legado

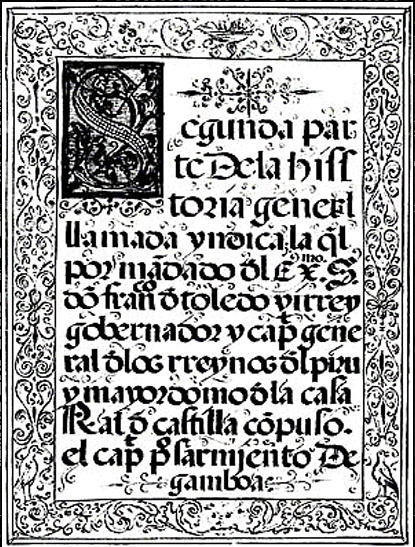
Portada de la segunda parte de la Historia Índica de Sarmiento de Gamboa, 1572.

La obra de Sarmiento destaca por su variedad y su cantidad: 1 historia, 10 relaciones, 5 memoriales, 17 cartas, poesías y otro escritos conocidos o desafortunadamente desaparecidos, son su legado. En ellas emplea un rico vocabulario, viveza en el lenguaje y una gran capacidad descriptiva.
Su facilidad con la pluma denota el contacto con un foco cultural de primera línea, teniendo gran facilidad para las matemáticas y el latín, recordándose su conversación de más de dos horas y media con la reina Isabel I de Inglaterra en esta lengua.
No existe a comienzos del siglo XXI un estudio completo sobre su obra literaria, no porque no haya interesado, sino porque el azar ha ocultado hasta ahora datos y obras. Fue a finales del siglo XIX que apareció un manuscrito de su Historia Índica lo que impulsó nuevas investigaciones y búsquedas.
Para escribir esta obra, Sarmiento de Gamboa, a quien el virrey había nombrado Cosmógrafo general de los reinos del Perú, viajó por los poblados entrevistándose con ancianos indígenas, y conversó con españoles supervivientes de las primeras conquistas.
Es esta Historia Índica (o Historia de los Incas), escrita en 1572, una de las obras mejor documentadas de cuantas se escribieron sobre los Incas y la antigua historia del Perú. Formaba parte de un amplio proyecto de "Historia general del Perú", en el que se incluiría una descripción geográfica con colección de mapas y una relación de los españoles en aquellas tierras. Tan solo se escribió la parte histórica.
También escribió Viaje al Estrecho de Magallanes y noticia de la expedición que después hizo para poblarle, donde dejó constancia de su fallido intento de poblar el estrecho.
Sarmiento descubrió y exploró, en tres peligrosos viajes en barco, los intrincados canales que parten del Golfo Trinidad y, gracias a su vasto saber náutico, describió su viaje a través del Estrecho con gran detalle y en una narración muy interesante. Su trabajo ha recibido grandes elogios de los topógrafos ingleses modernos desde  Fitz Roy hasta Nares y, en consecuencia, Sarmiento ocupa un lugar destacado entre los navegantes del siglo XVI.

## Reconocimientos
El monte Sarmiento, un macizo nevado que domina el paisaje de gran parte del Estrecho de Magallanes (el más alto de Tierra del Fuego en la cordillera Darwin), como el lago Sarmiento de Gamboa, el 18.º mayor lago de Chile ubicado dentro del Parque nacional Torres del Paine, en la Región de Magallanes y de la Antártica Chilena, honran su memoria. También existe una calle con su nombre en el centro de Punta Arenas, que la cruza de mar a cerro.
El Buque Oceanográfico Sarmiento de Gamboa, del Consejo Superior de Investigaciones Científicas de España fue también nombrado en su honor.